# 道士下山
《道士下山》（英語：Monk Comes Down the Mountain）是一部2015年中国大陆剧情片，导演陈凯歌，主演王宝强、郭富城、张震、范伟、王学圻、林志玲、元华，动作指导谷轩昭。该片改编自徐皓峰的小说《道士下山》。

## 剧情
中华民国大陆时期，不谙世事、在比武中胜出的小道士“何安下”因道观闹粮荒听从师傅的要求下山，一脚踏进了光怪陆离的万丈红尘之中。他遭遇到了一系列诡异奇幻的人物和事件，其中包括医生崔道宁与老婆玉珍、以及弟弟崔道融三人之间不正常的的感情与伦理关系，太极门掌门彭乾吾与弟子赵心川之间不正常的师徒关系以及彭乾吾与曾经的师弟、现今的道士周西宇之间的恩怨仇恨，以及周西宇与武生查老板之间的情深义切。
何安下为了给毒死的崔道宁报仇，他凿沉了玉珍与崔道融所乘之船，令二人死于湖中。为了给中枪而死的周西宇报仇，何安下联手查老板杀死了稽查署署长，彭乾吾为了保护儿子的性命被迫自杀身亡，彭乾吾死前要求其子拜查老板为师。
下山时他以一颗赤子之心面对一切，如今他发现这个世界与他原先的想象有很大不同，他终于明白了临下山时师傅说过的一句话“不择手段是豪杰，不改初衷真英雄”（Some will do anything to succeed. But a hero stays true to himself.），何安下最终与查老板一起回到山上练功。

## 角色
| 演员   | 角色           | 备注 |
| 王宝强 | 何安下         | 原為孤儿，被老道士羅隱撿回道觀收養並授其武功。民國初年的戰亂時期，因為道觀養不起太多人，比武獲勝的何安下被羅影送下山自行謀生。影片旁白的解说者的真实身份是何安下与王香凝的孩子，由于删减的缘故公映版没有向观众展现他们之间的这个关系 |
| 郭富城 | 周西宇         | 山下一道观的道士，原為太极门彭乾吾的师弟，太极门前掌门（彭乾吾之父）将猿击术传与他，后被彭乾吾逐出太极门，在战场上与查老板认识，后来两人一起练习猿击术并成为生死之交，修猿击术的月練                                                 |
| 张震   | 查老板（查英） | 京剧武生，与周西宇关系很好，修猿击术的日練。 |
| 林志玲 | 玉珍           | 崔道宁的老婆，与崔道融偷情 |
| 范伟   | 崔道宁         | 收留何安下的医生。雖然是西醫，但是經營著祖傳的一間中藥房 |
| 李雪健 | 羅隱           | 何安下的第一個师傅，收養何安下並教其武功 |
| 王学圻 | 如松           | 觀音廟的方丈，沉穩睿智，經常在何安下迷茫時指點他 |
| 元华   | 彭乾吾         | 太极门的現任掌門，周西宇的師兄，心狠手辣 |
| 房祖名 | 彭七子         | 彭乾吾之子 |
| 吴建豪 | 崔道融         | 崔道宁的弟弟，勾引嫂子以謀奪兄長的財產 |
| 林雪   | 赵笠人         | 稽查署署长，有黑道背景 |
| 陈国坤 | 赵心川         | 彭乾吾的大弟子，因為天資太高，被彭乾吾所殺。 |
| 董琦   | 王香凝         | 前來觀音廟求子的女性，與何安下有過激情 |

## 制作
该片拍摄于河北省香河县、浙江省（余姚市、宁波市）、上海市。
2014年3月17日，郭富城加盟该片。影片制作成IMAX 3D版本，成为陈凯歌导演的首部3D作品。

### 其他
房祖名因为2014年吸毒被北京市公安局逮捕并且查出有8年吸毒史，由于中宣部规定吸毒明星不能被录用，房祖名的戏份可能被删除。上映版本并未将其删除。

## 评价
影片的口碑比较两极化。
网易影评：“《道士下山》从结构上可以分为三段，第一段是范伟、林志玲与吴建豪的乱伦三角恋；第二段是元华、房祖名与陈国坤、郭富城之间的太极門豪门恩怨；然而重点来了，在经历了前两段的不知所云之后，张震只是为了郭富城报仇终于将全片推向了高潮。如果按照陈凯歌节旁白之口所言，电影版《道士下山》讲述的是一个“入了红尘才能看破红尘”的故事的话，那么电影的前两段讲述的无非是情欲的丑陋与权欲的贪婪，然而张震的出现则在电影与何安下的生命中力挽狂澜，用逆天的颜值、身手与真情，为电影和世界留下了一丝希望的光芒。”
《京华时报》：“《道士下山》有很好的故事基础，陈凯歌将小说中的众多人物或合并或删除，浓缩成三个传奇小故事，以小道士下山后的遭遇串成整体。三个故事奇幻荒诞，时有异峰突起，没看过小说根本猜不到剧情发展，故事又通俗易懂，普通观众毫无观影障碍。其次，影片的武打特效水平华丽炫目，极富想象力。片中几场打戏都很精彩，动作设计颇有新意。周西宇（郭富城饰演）和太极门掌门彭乾吾对打，查老板（张震饰演）和赵笠人（林雪饰演）率领的众多警察对打，以及查老板对阵太极门和赵笠人，这三场打戏尤为精彩。结尾，查老板用舞台上高宠枪挑滑车的手法，一枪挑飞高速冲来的小汽车，堪称神来之笔，令人叹为观止。”
M1905电影网影评：“陈凯歌努力将《道士下山》做得像一部大片，各种特效场面，漂亮的外景，辛苦搭出来的各种内景，都很有特色。同时，在动作戏上，也尽量展示奇观，除了视觉特效，吊威亚成为演员的必修课，各种角色都尽可能的无视重力空中飞舞，好看倒是好看，就是有点玄大劲了，看着有点虚。就好像这个神乎其神的故事一样，空讲些道理，实际上，并没什么太吸引人的地方。”
影评人“灰狼”：“徐皓峰最重视的「缘分的游戏」，在本片中被陈凯歌全然解构，可算是玄机尽失，对原著的精神也全然背离。《道士下山》最终在一种狗血猎奇、装腔作势和卖腐求荣的意图中清除了导演最后一点作者痕迹，此时，他已经不再是崩坏，而近乎成为一种完全的嬗变了。”

## 争议
2015年7月19日，中国道教协会权益保护委员会主任孟崇然道长向陈凯歌发出谴责声明，称《道士下山》肆意丑化道教、道士形象。

## 票房

### 中国大陆
中国大陆首周四天收获2.35亿人民币居冠。次周收1.45亿列第三位；最终成绩为4.02亿。这是陈凯歌作品中票房最好的一部。